# Višina leta
Višina leta (ang. ceiling) je največja "gostotna" višina, na kateri lahko letalo ali zrakoplov leti pod različnimi pogoji. Uporablja se  termin gostotna višina (ang. Density Altitude), ker prava višina ni vedno enaka gostotni, ker se gostota zraka spreminja s tlakom in temperaturo. Prava (realna) višina je lahko večja ali manjša od gostotne.
Obstaja več kategorij višine leta:

## Servisna višina leta
Servisna višina leta (ang. service ceiling) po navadi velja za največjo uporabno višino zrakoplova. Natančneje je to višina, pri kateri bi se zrakoplov z vsemi operativnimi motorji na največji kontinuirani moči dvigal (vzpenjal) s hitrostjo 100 čevljev (30 metrov) na minuto v čisti konfiguraciji. Nekateri viri omenjajo, da je servisna višina za reaktivna letala pri hitrosti vzpenjanja 500 čevljev na minuto.
Servisna višina za en motor neoperativen (OEI - one engine inoperative) pri dvomotornem letalu je višina pri kateri bi letalo v čisti konfiguraciji z operativnim motorjem na največji kontinuirani moči, (drugem motorju izklopljenem in na njegovem propolerjem na "nož" konfiguraciji) doseglo hitrost vzpenjanja po navadi 50 čevljev na minuto.

## Absolutna višina leta
Absolutna višina leta (ang. absolute ceiling, žargonsko coffin corner) je največja "gostotna" višina, pri kateri lahko letalo leti vodoravno. Torej višina pri kateri je hitrost vzpenjanja brez izgubljanja hitrosti enaka nič. Večina potniških reaktivnih letal ima servisno višino 42 000 čevljev (12 802 metrov), nekatera poslovna letala pa 51 000 čevljev (15 545 m). Absolutna višina je precej večja od servisne.